# Lippe aktuell

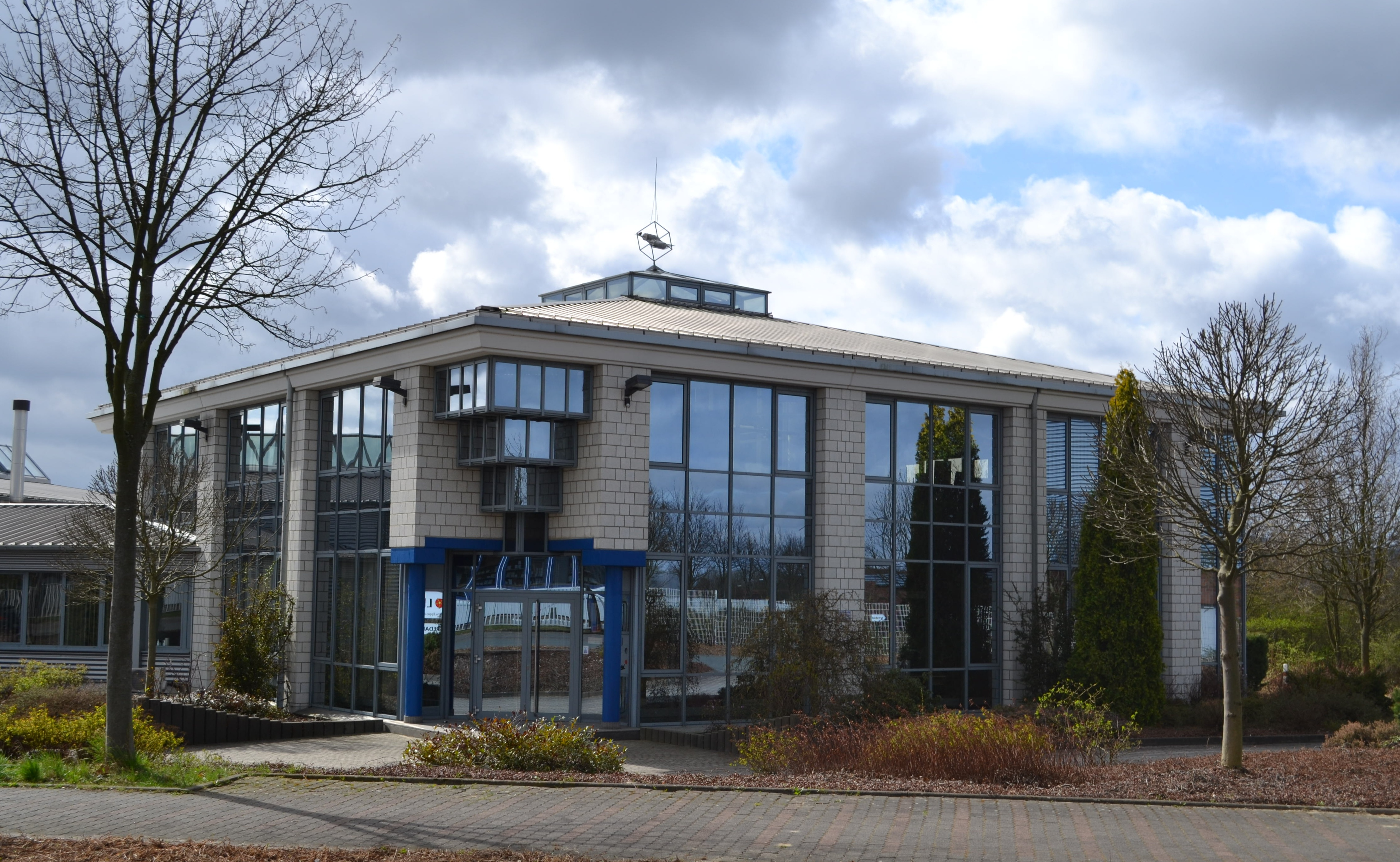
Verlagsgebäude

Lippe aktuell war ein kostenloses Anzeigenblatt, das 1986 von der Oppermann Druck- und Verlagsgesellschaft mbH & Co. KG aus Rodenberg gegründet wurde.
Im September 2021 ist bekannt geworden, das die Oppermann Druck- und Verlagsgesellschaft sich aus NRW zurückgezogen hat und Lippe aktuell rückwirkend zum 1. September 2021 an das in Bielefeld ansässige Westfalen-Blatt verkauft hat. Da man sich bei Oppermann auf sein Kerngebiet im Niedersächsischen Landkreis Schaumburg konzentrieren will. Über den Kaufpreis wurde stillschweigen vereinbart.
Der Firmensitz befand sich seit 1994 in der Westerfeldstraße 10 in Detmold.
Die jeweils samstags publizierte Zeitung hatte nach Verlagsangaben zuletzt eine Gesamtauflage von 132.775 Exemplaren. Bis zum Ende des ersten Quartals 2022 erschien die Zeitung in 3 verschiedenen Teilausgaben, für die Regionen Detmold / Lippe-Süd, Lemgo / Lippe-Südost und Bad Salzuflen / Lippe-West. Danach erschien sie bis zuletzt in einer Gesamtausgabe.
Laut Impressum wurde das Organ von der Lippe Aktuell GmbH & Co. KG in Detmold herausgegeben. Gedruckt wurde die Zeitung zuletzt bei der Westfalen-Druck GmbH in Bielefeld im Rheinischen Format. Und die Zustellung der Zeitung erfolgte durch die Lippe Logistik GmbH. Wie der ersten Seite der Ausgabe 1 / 2022 zu entnehmen ist, handelte es sich bei der Lippe Aktuell GmbH & Co. KG um ein partnerschaftliches Gemeinschaftsunternehmen vom Westfalen-Blatt und der Lippischen-Landeszeitung.
Der bisherige Mitbewerber, die Lippischen Neuesten Nachrichten aus dem Hause der Lippischen-Landeszeitung haben ihr Erscheinen zum Jahresende 2021 eingestellt. Dafür war die LZ im Jahr 2022 auch an Lippe aktuell beteiligt.
Zum Jahresende 2022 wurde Lippe aktuell überraschend ersatzlos eingestellt. Die letzte Ausgabe erschien am 31. Dezember 2022.